# MTV Unplugged (álbum de Diego Torres)
MTV Unplugged es el primer álbum en directo del cantante argentino Diego Torres. Fue grabado el 4 de marzo de 2004 en los Estudios Baires de Buenos Aires, Argentina, convirtiéndose así en el primer unplugged de MTV Latinoamérica en ser grabado fuera de los Estados Unidos. Diego Torres es el séptimo artista originario de Argentina en grabar un MTV Unplugged.

## Información
En 2004, Diego editó su primer álbum en vivo, Diego Torres MTV Unplugged, el concierto acústico producido y editado en sociedad con la cadena televisiva, permitió a Diego Torres extender sus fronteras. Entre los invitados en el concierto figuran Julieta Venegas, Vicentico y La Chilinguita. «Cantar hasta morir» es el nombre del primer corte de difusión. Ha vendido más de un millón y medio de unidades. Logró llenar 17 veces el estadio Luna Park. Alcanzó disco de platino en México, Chile, Colombia, Perú, Uruguay, y cuádruple platino en Argentina. También recibió el premio Grammy Latino al Mejor ingeniería de grabación para un álbum, tres premios Gardel a la Realización del año, Mejor álbum artista masculina pop y Personalidad del año, y un MTV Latinoamérica al Mejor artista pop. Además obtuvo una nominación al Grammy americano como Mejor álbum pop latino.

## Lista de canciones
| MTV Unplugged - CD |                                                         |        |                                                                    |                              |          |  |
| N.º                | Título                                                  | Letras | Escritor(es)                                                       | Álbum                        | Duración |  |
| 1.                 | «Deja de pedir perdón»                                  |        | Diego Torres · Cachorro López                                      | Tratar de estar mejor (1994) | 4:12     |  |
| 2.                 | «No lo soñé»                                            |        | Diego Torres · Dany Tomas · Marcelo Wengrovski                     | Luna nueva (1996)            | 4:27     |  |
| 3.                 | «Sé que ya no volverás»                                 |        | Diego Torres · Dany Tomas · Marcelo Wengrovski                     | Luna nueva (1996)            | 5:04     |  |
| 4.                 | «Cantar hasta morir»                                    |        | Diego Torres · Alex Batista · Oney Cumba                           | Tema inédito                 | 4:33     |  |
| 5.                 | «Qué será»                                              |        | Jimmy Fontana · Franco Migliacci Adapt. al español: José Feliciano | Tal cual es (1999)           | 4:24     |  |
| 6.                 | «La última noche»                                       |        | Diego Torres · Cachorro López · Roxana Amed · Sandra Baylac        | Tal cual es (1999)           | 4:12     |  |
| 7.                 | «Alguien la vio partir»                                 |        | Diego Torres                                                       | Diego Torres (1992)          | 4:50     |  |
| 8.                 | «Déjame estar»                                          |        | Diego Torres · Pablo Etcheverry                                    | Enzo Pauletti                | 4:52     |  |
| 9.                 | «Alba»                                                  |        | Antonio Flores                                                     | Luna nueva (1996)            | 4:40     |  |
| 10.                | «Sueños» (con Julieta Venegas)                          |        | Diego Torres · Cachorro López · Sebastián Schon                    | Un mundo diferente (2001)    | 4:36     |  |
| 11.                | «Dónde van»                                             |        | Diego Torres · Coti Sorokin · Pablo Duchovny                       | Tal cual es (1999)           | 3:30     |  |
| 12.                | «Tal vez»                                               |        | Diego Torres · Afo Verde                                           | Tema inédito                 | 3:57     |  |
| 13.                | «Usted» (con Vicentico)                                 |        | Diego Torres · Vicentico                                           | Tema inédito                 | 4:50     |  |
| 14.                | «Tratar de estar mejor»                                 |        | Diego Torres · Cachorro López                                      | Tratar de estar mejor (1994) | 4:30     |  |
| 15.                | «Penélope»                                              |        | Letra: Joan Manuel Serrat Música: Augusto Algueró                  | Luna nueva (1996)            | 5:00     |  |
| 16.                | «Qué no me pierda» (con Julieta Venegas en el acordeón) |        | Gustavo Santander                                                  | Un mundo diferente (2001)    | 5:24     |  |
| 17.                | «Color esperanza» (con La Chilinguita)                  |        | Diego Torres · Cachorro López · Coti Sorokin                       | Un mundo diferente (2001)    | 5:12     |  |

| MTV Unplugged - DVD |                                        |          |  |
| N.º                 | Título                                 | Duración |  |
| 1.                  | «Deja de pedir perdón»                 |          |  |
| 2.                  | «No lo soñé»                           |          |  |
| 3.                  | «Sé que ya no volverás»                |          |  |
| 4.                  | «Cantar hasta morir»                   |          |  |
| 5.                  | «¿Qué será?»                           |          |  |
| 6.                  | «La última noche»                      |          |  |
| 7.                  | «Alguien la vio partir»                |          |  |
| 8.                  | «Déjame estar»                         |          |  |
| 9.                  | «Alba»                                 |          |  |
| 10.                 | «Sueños» (con Julieta Venegas)         |          |  |
| 11.                 | «¿Dónde van?»                          |          |  |
| 12.                 | «Tal vez»                              |          |  |
| 13.                 | «Usted» (con Vicentico)                |          |  |
| 14.                 | «Tratar de estar mejor»                |          |  |
| 15.                 | «Penélope»                             |          |  |
| 16.                 | «Color esperanza» (con La Chilinguita) |          |  |

## Posicionamiento en listas
| Listas (2005)                     | Mejor posición |
| --------------------------------- | -------------- |
| Argentina (CAPIF)                 | 1              |
| México (AMPROFON)                 | 2              |
| Estados Unidos (Latin Pop Albums) | 13             |